# 519
| Calendário gregoriano                                                        | 519 DXIX                        |
| Ab urbe condita                                                              | 1272                            |
| Calendário arménio                                                           | -33 – -32                       |
| Calendário bahá'í                                                            | -1325 – -1324                   |
| Calendário budista                                                           | 1063                            |
| Calendário chinês                                                            | 3215 – 3216                     |
| Calendário copta                                                             | 235 – 236                       |
| Calendário etíope                                                            | 511 – 512                       |
| Calendários hindus - Vikram Samvat - Calendário nacional indiano - Cáli Iuga | 574 – 575 440 – 441 3619 – 3620 |
| Calendário Holoceno                                                          | 10519                           |
| Calendário islâmico                                                          | 106 BH – 105 BH                 |
| Calendário judaico                                                           | 4279 – 4280                     |
| Calendário persa                                                             | 103 BP – 102 BP                 |
| Calendário rúnico                                                            | 769                             |
| Calendário solar tailandês                                                   | 1062                            |

519 (DXIX na numeração romana) foi um ano comum do século VI do Calendário Juliano, da Era de Cristo, a sua letra dominical foi F (52 semanas), teve início e fim numa terça-feira.
| Ano completo                       |
| ---------------------------------- |
| Ano comum com início à terça-feira |

## Eventos
- Saxônia Ocidental é dominada por Cerdico e Cínrico